# South Naknek
South Naknek (Central Yupik: Qinuyang) ist ein Ort und ein census-designated place (CDP) im Bristol Bay Borough in Alaska. Das U.S. Census Bureau hatte bei der Volkszählung 2020 für South Naknek eine Einwohnerzahl von 67 ermittelt.

## Geographie
South Naknek befindet sich im Südwesten von Alaska am linken Flussufer des Naknek River 4 km oberhalb dessen Mündung in die Bristol Bay, eine Bucht im Südosten des Beringmeers. Der Ort liegt 20 km westnordwestlich von King Salmon, 90 km ostsüdöstlich von Dillingham sowie 480 km südwestlich von Anchorage. Am gegenüberliegenden Flussufer liegt Naknek. Am Südwestrand von South Naknek befindet sich der Flugplatz South Naknek. In der näheren Umgebung befindet sich die  Katmai National Park and Preserve.

## Geschichte
Beim Zensus im Jahr 1880 lag am heutigen Standort von South Naknek das Dorf Qinuyang sowie am gegenüberliegenden Flussufer am heutigen Standort von Naknek das Dorf Paugvik. Viele Bewohner von South Naknek haben ihre familiären Wurzeln in dem Aleuten-Dorf „Old Savonoski“, das am östlichen Ende des Naknek Lake lag. Old Savonoski wurde während dem Vulkanausbruch von Novarupta im Jahr 1912 aufgegeben. Die Bevölkerung zog zu einem Ort etwa 10 km östlich von South Naknek am Ufer des Naknek River. Der Ort war als „New Savonoski“ bekannt. Die Bevölkerung zog letztendlich zu den heutigen Orten King Salmon und South Naknek. 1980 wurde South Naknek ein census-designated place. Heute ist South Naknek immer noch ein Sugpiaq-Dorf mit Pazifik-Yupik und Aleuten, das vom Fischfang und von Subsistenzwirtschaft lebt.

## Demografie
Zum Zeitpunkt der Volkszählung im Jahre 2020 (U.S. Census 2020) hatte South Naknek 67 Einwohner auf einer Landfläche von 226,5 km². Von den Einwohnern waren 16 Weiße sowie 34 amerikanisch-indianischer Abstammung. Beim Zensus 2000 lebten 137 Einwohner in South Naknek, 2010 waren es 79. Somit war die Bevölkerungsentwicklung in den letzten Jahren rückläufig.